# Kókay Krisztina
Kókay Krisztina (Esztergom, 1943. május 23. –) Kossuth-díjas magyar textilművész, grafikus. A Magyar Művészeti Akadémia rendes tagja (2013).

## Életútja, munkássága
Felsőfokú tanulmányokat a Magyar Iparművészeti Főiskolán folytatott, ahol Göllner Miklós, Vén Emil és Modok Mária voltak a mesterei. 1967-ben diplomázott textil szakon. A geometriából építkezik, grafikus szaggatott vonalakból szervezi kompozícióit papíron, vásznon vagy selymen, minden kompozícióhoz egyetlen színt használ, leggyakrabban feketét és kéket, de a zöld és a lila is szerepel repertoárjában. Technikája rendkívül alkalmas szimbólumok vagy szimbolikus jelenségek ábrázolására. Példák:
- Japán álom (1988)
- Szeptemberitörténet (1988)[1]
- Kőszív (grafika, 2007);
- Kő (grafika, 2008);
- Életrétegek (grafika, 2009)[2]

Technikailag és a látvány terén is újat hozott, így szépen kapott megbízásokat különböző intézmények enteriőrjeinek díszítésére, például:
- Kolping Oktatási Intézet, Esztergom;
- Dombóvári Önkormányzat, Dombóvár;
- Flamenco Szálloda, Budapest;
- Helikon Szálloda, Keszthely;
- Járási Könyvtár, Vác;
- Magyar Polgári Bank, Budapest;
- Újebergényi kastély, Vasszécsény.

A művészeti események szervezésébe a szakmai egyesületekben kifejtett tevékenysége révén kapcsolódott be. Kötetet szerkesztett a zsennyei és a kecskeméti textilművészeti alkotóműhely tevékenységéről. Grafikáit és textilmunkáit mind hazai, mind külföldi kiállításokon bemutatja, gyakran nyomtatott katalógus kíséretében. Munkáit jeles közgyűjtemények őrzik, köztük a Magyar Iparművészeti Múzeum, esztergomi Keresztény Múzeum, kecskeméti Ráday Múzeum, Szombathelyi Képtár.

## Egyéni kiállításai (válogatás)
- Járási Könyvtár, Vác (1983)
- Collegium Hungaricum, Bécs (1984)
- Dorottya u. Galéria, Budapest (katalógussal, 1992)
- Esztergomi Művészek Céhének Galéria, Esztergom (1994)
- Vármúzeum, Esztergom (katalógussal) • Hotel Thermál • Hotel Flamenco
- Magyar Kulturális és Tudományos Központ, Helsinki (1996)
- Dombóvári Galéria [Gross Arnolddal, Gajzágó Sándorral], Dombóvár • Vigadó Galéria, Budapest (kat.) • Keresztény Múzeum, Esztergom (1997)
- Zlatno Koruna (Csehszlovákia) • Magyar Intézet (Borza Terézzel), Szófia • Fészek Galéria, Budapest (1999)
- Ceri, Róma (2000)
- Balassa Bálint Múzeum, Esztergom (2001)
- Hegyvidéki Kortárs Galéria, Budapest (2001)
- József Attila Általános Iskola, Budapest (2002)
- Gödöllői Királyi Kastély, Gödöllő (2003)
- Hajnoczy-Bakonyi Ház, Sopron (2006)
- Ernst Múzeum, Budapest (2007)
- Zikkurát Galéria, Budapest (2007)
- Budapest Kiállítóterem, Budapest (2010)
- Budavári Önkormányzat aulája, Budapest (2010)

## Külföldi kiállításainak helyei (válogatás)
- München, Frankfurt (Németország)
- Muraszombat (Szlovénia)
- Eisenstadt, Wiener Neustadt, Bécs (Ausztria)
- Joinville, Epaux (Franciaország)
- Palma de Mallorca (Spanyolország)
- Tournai, Mons (Belgium)
- Szófia (Bulgária)
- Helsinki (Finnország)

## Társasági tagságai (válogatás)
- Kortárs Magyar Művészeti Lexikon. 2. köt. Budapest : Enciklopédia Kiadó, 2000. Kókay Krisztina szócikkét lásd 424-425. p. ISBN 963 8477 45 8
- Magyar Alkotóművészek Országos Egyesülete (MAOE 1967)
- Magyar Képzőművészek és Iparművészek Szövetsége, vezetőségi tag, 1987
- Esztergomi Művészek Céhe, alapító tag, 1991
- Kulturális Alapítvány a Textilművészetért, alapító tag, kurátor, 1991
- Kecskeméti Textilművészeti Alkotóműhely vezetője, 1993
- Magyar Kárpitművészek Egyesülete, alapító tag, 1996
- Budavári Kárpitműhely, 2000[4]

## Díjak, elismerések (válogatás)
- Ferenczy Noémi-díj (1993)
- Érdemes művész (2007)
- Kiváló művész (2018)
- Kossuth-díj (2025)